# Trichogramma rossicum
Trichogramma rossicum is een vliesvleugelig insect uit de familie Trichogrammatidae. De wetenschappelijke naam is voor het eerst geldig gepubliceerd in 1984 door Sorokina.